# Nephtys cirrosa
Nephtys cirrosa är en ringmaskart som först beskrevs av Ehlers 1868.  Nephtys cirrosa ingår i släktet Nephtys och familjen Nephtyidae. Enligt den svenska rödlistan är arten otillräckligt studerad i Sverige. Arten förekommer i Götaland. Artens livsmiljö är havet. Utöver nominatformen finns också underarten N. c. longicornis.

## Bildgalleri

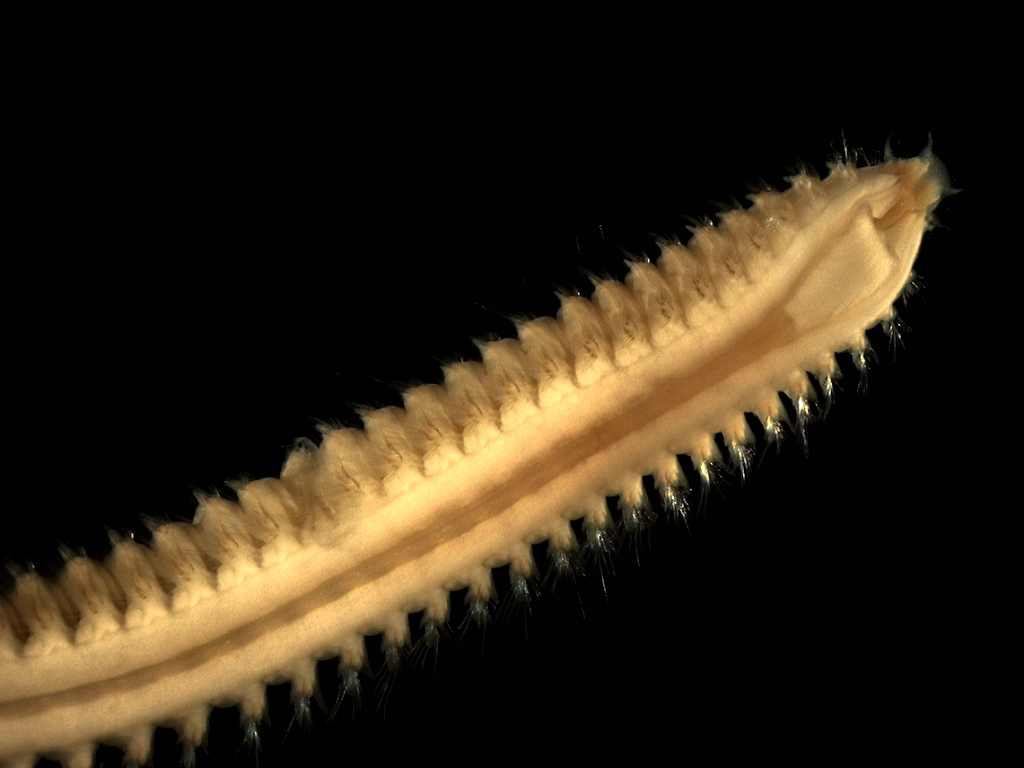